# Жулидовка (Умётский район)
Жули́довка — бывшая деревня в Умётском районе Тамбовской области России, официально существовала до 1976 года. Входила в состав Сулакского сельсовета.  

## География
Располагалась в степной полосе, на реке Вяжля (левый приток Вороны), между деревнями Александровка и Сабуровка, в 9 км от центра сельского совета, в 15 км к северо-востоку от рабочего посёлка Умёт и в 120 км к востоку от города Тамбова. 

## История
В родословных уроженцев фигурирует с начала XIX века. Основана на территории Глуховской волости Кирсановского уезда Тамбовской губернии. Упоминается (обозначена) на карте Кирсановского уезда 1886 года (Топографическая межевая карта Менде. Издание Тамбовской Губернской Земской Управы).  
В церковном отношении была приписана к приходу церкви села Глухово (7 вёрст), построенной на средства помещика, камер-юнкера К.П. Нарышкина. В  1911 году в Жулидовке проживало 332 человека: «41 двор; душ мужского пола –170, женского – 162».
По данным издания «Адрес-календарь и справочная книжка Тамбовской губернии на 1914 г.» в Жулидовке насчитывалось 288 человек (мужского пола – 150, женского – 138), на которых приходилось 449 десятин земли.
С 1928 года, после упразднения Тамбовской губернии, входила в Центрально-Чернозёмную, а с 1934 года – Воронежскую область. В сентябре 1937 года включена в образованную постановлением ЦИК СССР Тамбовскую область.     
В 1932 году зарегистрировано 397 жителей. Деревня размещалась на обоих берегах Вяжли. Относилась к колхозу «Память Ильича». Имелся клуб и медпункт. Начальная школа находилась в Сабуровке (1,5 км), средняя – в Хилково.
Население значительно уменьшилось после Великой Отечественной войны. В то время в Жулидовке проживали Жуликовы, Стругановы, Никулины, Головлёвы, Горшковы, Костиковы, Маначкины и другие. Из предприятий и учреждений оставалась лишь ферма для крупного рогатого скота. Основная часть жителей была занята в соседней Александровке. 
В 1960-х годах прекратила существование. Большинство умерших жителей похоронено на кладбище села Глуховка. 
По решению исполнительного комитета Тамбовского областного Совета депутатов трудящихся от 15 апреля 1976 года № 199 исключена из перечня населенных пунктов Тамбовской области как сселившаяся.
В. В. Струганов, чьи предки по отцовской линии когда-то проживали здесь: «Жулидовка конца 1950-х вспоминается совсем небольшой деревенькой, этаким хуторком: ни клуба, ни школы, ни даже, как выяснил позднее, собственного кладбища. Немногочисленные, крытые соломой, избы-мазанки в голой зимней степи походили на заснеженные стожки...».

## Население
| Численность населения, чел. | Численность населения, чел. | Численность населения, чел. |
| 1911                        | 1932                        | 1976                        |
| --------------------------- | --------------------------- | --------------------------- |
| 332                         | 397                         | 0                           |

Гендерный состав
- По материалам церковно-приходского учета, в 1911 году в структуре населения деревни Жулидовка мужчины составляли 50,9 %, женщины – 49,1 %.
- Накануне Первой мировой войны, по сведениям из Адрес-календаря Тамбовской губернии на 1914 год, также отмечалось незначительное преобладание мужского населения: мужчин – 52,1 %, женщин – 47,9 %.